# Langues au Venezuela
La langue officielle du Venezuela est l'espagnol, qui est la langue maternelle de 92 % de la population du pays. Il existe en outre une quarantaine de langues autochtones dont aucune ne dépasse 1 % de la population du pays (arawak, le motilón, le pemon, le warao, le wayuu, le yanomamö).